# ستانلي لويس
ستانلي لويس هو مصور كندي، ولد في 1930 في مونتريال في كندا، وتوفي بنفس المكان في 2006.